# Фомино (Касимовский район)
Фомино — деревня в Касимовском районе Рязанской области. Входит в Савостьяновское сельское поселение

## География
Находится в северо-восточной части Рязанской области на расстоянии приблизительно 18 км на северо-восток по прямой от районного центра города Касимов.

## История
В 1862 году здесь (тогда деревня Елатомского уезда Тамбовской губернии) было учтено 14 дворов.

## Население
Численность населения: 128 человек (1862 год), 355 (2014), 39 в 2002 году (русские 100 %), 23 в 2010.